# Mariage mystique de sainte Catherine de Sienne
Mariage mystique de sainte Catherine de Sienne (Matrimonio mistico di santa Caterina da Siena) est une peinture à l'huile sur bois datant de 1511 réalisée par le peintre toscan Fra Bartolomeo. 
L'œuvre, qui mesure 2,57 m de haut pour 2,18 m de large, est conservée au Louvre. Elle est signée «  Pro Pictore MDXI Bartholom Floren ».

## Historique
Le tableau était exposé dans la cathédrale Saint-Lazare d'Autun. Il avait été donné par monseigneur Jacques Hurault de Cheverny, êvêque d'Autun, qui l'avait reçu de la ville de Florence en 1512. 
Le décret du 3 novembre 1789 a imposé la sécularisation des biens ecclésiastiques. La loi du 5 novembre 1790 prescrit l'aliénation des biens mobiliers des communautés religieuses supprimées. Cette aliénation est étendue aux œuvres d'art et aux ornements d'église par le décret du 10 septembre 1792. Dans le démeublement des églises d'Autun, deux tableaux ont été mis de côté pour être déposés pour l'école de dessin et de peinture de l'école centrale du département d'Autun  qui se trouvait alors dans les bâtiments du petit et du grand séminaire : La Vierge du chancelier Rolin et le Mariage mystique de sainte Catherine de Sienne. La Commission temporaire des arts créée par le décret du 27 août 1793 s'est intéressée en 1795 à ces tableaux pour le Musée central des arts, l'actuel musée du Louvre. C'est le 23 germinal an VIII (13 avril 1800) que le ministre de l'Intérieur, Lucien Bonaparte, désigne un nouvel inspecteur pour se rendre à Autun afin d'y recueillir des tombeaux et des monuments, Alexandre Lenoir, conservateur des monuments français. Il va être particulièrement intéressé au tableau de Fra Bartolomeo. Malgré les protestations à Autun, les tableaux de Fra Bartolomeo et de Jan van Eyck sont enlevés de l'école centrale d'Autun le 9 thermidor an VIII (28 juillet 1800) pour les amener à Paris. Les magistrats d'Autun ont rappelé au ministre de l'Intérieur sa promesse de dédommager l'école centrale de l'enlèvement « des deux seuls tableaux précieux qui ornaient son museum ». La ville a obtenu cinq tableaux en dédommagement, dont deux du Guerchin qui ont été remis à Guillaume Boichot, alors professeur à l'école centrale d'Autun.,